# Exo7
Exo7 est un site web proposant des cours et des exercices en mathématiques pour les étudiants de niveau licence (les trois premières années des études supérieures). Le site est en français, bien que certains exercices corrigés en anglais soient disponibles.
Il contient un cours de première année et des fiches corrigées de niveau licence, regroupées par niveau et par module.
Les cours et les exercices corrigés de première année sont aussi disponibles sous la forme de clips vidéos disponibles sur YouTube et sur Lille 1 TV.
Une partie du site est destinée aux enseignants et propose des exercices de tous niveaux (dont certains avec corrigés), classés par thème. Il est possible de visualiser ces exercices dans le navigateur, d'en choisir une partie, et d'exporter les exercices au format PDF ou LaTeX.

## Historique
Avant 2008, Arnaud Bodin avait constitué une conséquente base d'exercices de niveau licence sous forme de fichier LaTeX.
Sur cette base, le site web voit le jour en 2008 sous l'impulsion d'enseignants-chercheurs de différentes universités françaises. En 2015, le site contient plus de 6000 exercices, dont plus de 3000 avec la réponse ou une correction détaillée.
En 2010 débute le tournage des vidéos présentant les solutions. Actuellement le site contient plus de 300 vidéos d'exercices et de cours. Les objectifs du site sont de tourner 40 nouvelles vidéos d'exercices et 25 de cours chaque année.
En octobre-novembre 2013, l'Université Lille 1 a proposé un MOOC « Arithmétique : en route pour la cryptographie » basé sur le cours et les vidéos. Ce MOOC a été réédité au printemps 2015. 
Exo7 est soutenu par Unisciel et l'université Lille 1.